# Catacomba dei due Felici
La catacomba dei due Felici è una catacomba di Roma, posta sulla via Aurelia, la cui identificazione è tuttora sconosciuta.
La Notitia ecclesiarum urbis Romae così menziona la catacomba Et ascendis sursum et pervenies ad ecclesiam; ibi quiescunt sanctus Martianus et Processus sub terra, et sancta Lucina virgo et mart. in insuperiori; deinde pervenies eadem via [Aurelia] ad sanctos pontifices et mart. duos Felices nei pressi dunque di quelle di san Pancrazio e dei santi Processo e Martiniano, benché più distanziata da queste due, che invece sono attigue.
Resta difficile l'identificazione di questa catacomba, che il Silvagni definisce “un enigma storico-archeologico”. Il problema si pone in particolare da un punto di vista agiografico. Infatti nei primi secoli cristiani sono tre le figure importanti della chiesa romana che hanno il nome Felice: papa Felice I, morto nel 274 e che sappiamo essere sepolto nella cripta dei papi delle catacombe di San Callisto; l'antipapa Felice II (morto nel 365) che, come tale, non era annoverato tra i pontefici; e papa Felice III, morto nel 492, in un'epoca cioè in cui normalmente non si seppelliva più in catacomba. Secondo l'archeologo Agostino Amore la notizia della sepoltura di due papi Felice sulla via Aurelia non ha alcun fondamento storico.
Il Kirsch ha ipotizzato che il cimitero iniziale ospitasse solo la tomba dell'antipapa Felice, ma che una leggenda successiva avesse unito questo Felice con quello sepolto a San Callisto, dando origine al nome della nostra catacomba.